# جبل الحجون
جبل الحجون هو جبل يقع في المملكة العربية السعودية في مكة المكرمة وتقع مقبرة المعلاة على سفح جبل الحَجُون إلى الشمال الشرقي من مكة على مفترق الطرق المؤدي إلى كل من المسجد الحرام وجبل الحجون.

## موقعه
جبل يقع في المملكة العربية السعودية، في مدينة مكة، وتقع مقبرة المعلاة على سفح جبل الحجون.